# Manihot variifolia
Manihot variifolia är en törelväxtart som beskrevs av Ferdinand Albin Pax och Käthe Hoffmann. Manihot variifolia ingår i släktet Manihot och familjen törelväxter. Inga underarter finns listade i Catalogue of Life.